# 執政府
執政府（法語：Consulat）是法蘭西第一共和國由1799年拿破崙發動霧月政變推翻保羅·巴拉斯領導的督政府到1804年拿破崙稱帝為止所成立的軍事獨裁專制政權。政權由三位執政官控制，第一執政拿破崙、第二執政康巴塞雷斯、第三執政勒布伦。

## 督政府的衰亡
熱月政變後，雅各賓政府垮台，督政府成立，但是法國對外依然面對著反法聯盟聯軍的入侵，南部則有保皇黨叛亂試圖恢復君主制，一連串的動盪不安加深人民對督政府的腐敗無能深感不滿。1799年，拿破崙從埃及返國，並連同富歇和塔列朗密謀雾月政變。同年11月9日，拿破崙軍隊控制督政府，迫使督政辭職，將法國議會和元老院解散，奪取議會大權，並宣布執政府成立，督政府正式滅亡。

## 執政府
執政府成立後，由西耶斯、拿破崙、迪科任臨時執政官，西耶斯並起草新的憲法，但為拿破崙所破壞。拿破崙擔任第一執政官，掌握了全國最高的權力，並開始實行了一連串的改革措施。政治上他重劃地方行政以加強中央對地方的控制並全力鎮壓保皇黨的勢力，解決自法國大革命以來動盪的局面，而財政方面則整頓財政、控制預算，更在1800年成立法蘭西銀行發行紙幣穩定貨幣，幫助法國擺脫法國大革命帶來的經濟大蕭條，並保障維護農民土地所有權和實行自由貿易政策，為法國資本主義奠下良好基礎，教育方面則成立帝國大學，督導全國教育；推廣中等教育，以培養公務人員與專業人才，宗教方面則與教宗和解，並保障宗教信仰自由。對外方面則於1800年擊敗奧國軍隊，並逼近奧國南部，迫使奧國簽訂和約。1802年擊敗以沙俄為首的反法聯盟，解除俄國對法國的威脅，一連串對外戰爭的勝利，不但激起法國人民民族主義，也使拿破崙的聲望達高峰。

## 執政府終結
拿破崙1802年8月修改《共和八年憲法》，颁布《共和十年宪法》，宣布終身執政，更在1804年策動公民投票，加冕自己為「法蘭西人的皇帝」。法蘭西第一帝國成立，執政府正式滅亡。